# خذروف منقلب

دوران الخذروف المنقلب.

الخذروف المُنقلِب هو نوع من الخذاريف، عندما يُلَفّ فإنه سيقلب نفسه تلقائياً ليدور على جذعه الضيق. اخترعته الممرضة الألمانية هلن سبرل [الإنجليزية] عام 1898.